# Huracán Janet
El huracán Janet fue el huracán más poderoso de la temporada de huracanes del Océano Atlántico de 1955 y oficialmente uno de los huracanes más fuertes del Atlántico. a tropical, el noveno huracán y el cuarto huracán mayor del año, El 21 de septiembre, Janet se formó a partir de una onda tropical al este de las Antillas Menores. Se movió hacia el oeste a través del mar Caribe, Janet fluctuó en intensidad, pero generalmente se fortaleció antes de alcanzar su máxima intensidad como huracán de categoría con vientos de 175 mph (280 km/h). El intenso huracán más tarde el 28 de septiembre tocó tierra con esa intensidad cerca de Chetumal, México. Después de debilitarse sobre la Península de Yucatán, se trasladó a la Bahía de Campeche, donde se fortaleció un poco antes de tocar tierra por última vez cerca de Veracruz el 29 de septiembre. Luego, Janet se debilitó rápidamente sobre el terreno montañoso de México antes de disiparse el 30 de septiembre.
En sus etapas de desarrollo, Janet causó $7.8 millones en daños a las Antillas Menores y 189 muertes en las Islas Granadinas y Barbados. Mientras Janet estaba en el Mar Caribe central, un avión de reconocimiento voló hacia la tormenta y se perdió. Los once tripulantes del avión se dieron por muertos. Esta sigue siendo la única pérdida que ocurrió en asociación con un huracán en el Atlántico. Una llegada a tierras de Categoría 5 en la Península de Yucatán, Janet causó una severa devastación en áreas de Quintana Roo y en Honduras Británica. Solo cinco edificios en Chetumal, México quedaron intactos después de la tormenta, y se estima que se produjeron 500 muertes en el estado mexicano de Quintana Roo. En la segunda llegada a la tierra de Janet cerca de Veracruz, se produjeron inundaciones importantes que agravaron los efectos de los huracanes Gladys e Hilda, que ocurrió a principios de mes. Las inundaciones dejaron a miles de personas aisladas y mataron al menos a 326 personas en el área de Tampico, lo que dio lugar a la mayor operación de socorro mexicana llevada a cabo por Estados Unidos.

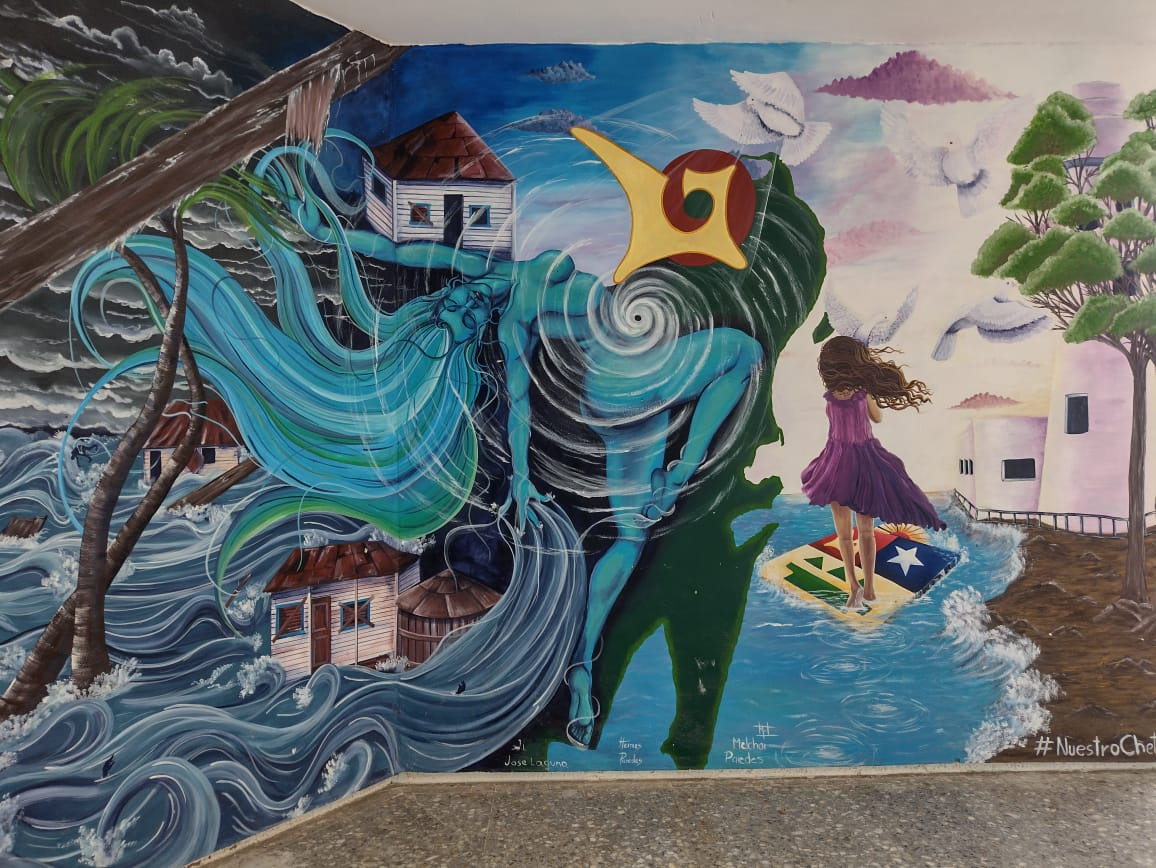
Mural en honor al 65 aniversario del huracán Janet en chetumal, QROO.

La llegada de Janet a tierra en la península de Yucatán como un huracán de categoría 5 fue el primer caso registrado en el que una tormenta de tal intensidad en el Atlántico toque tierra en la porción continental; antes de Janet, sólo se sabía que habían tenido lugar desembarcos de intensidad de Categoría 5 en islas. [2] La presión atmosférica más baja de Janet registrada en Chetumal fue en ese momento la segunda presión más baja registrada sobre la tierra asociada con un ciclón tropical del Atlántico, detrás del huracán del Día del Trabajo de 1935. Al menos 1023 muertes se atribuyeron al huracán Janet, así como $65,8 millones en daños.